# Cañada de Guadalupe
Cañada de Guadalupe es una comunidad en el municipio de Santa María Temaxcaltepec en el estado de Oaxaca. Cañada de Guadalupe está a 577 metros de altitud.

## Geografía
Está ubicada a 16° 5' 36.24" latitud norte y 97° 5' 36.24" longitud oeste.

## Población
Según el censo de población de INEGI del 2010: la comunidad cuenta con una población total de 598 habitantes, de los cuales 324 son mujeres y 274 son hombres. Del total de la población 516 personas hablan alguna lengua indígena.

## Ocupación
El total de la población económicamente activa es de 147 habitantes, de los cuales 123 son hombres y 24 son mujeres.